# Kartelhalskortschildkever
De kartelhalskortschildkever (Anotylus rugosus) is een keversoort uit de familie van de kortschildkevers (Staphylinidae). 

## Naam en indeling
De wetenschappelijke naam van de soort werd voor het eerst voorgesteld door Johann Christian Fabricius in 1775. Oorspronkelijk werd de wetenschappelijke naam Oxytelus rugosus gebruikt.

## Kenmerken
Volwassen exemplaren zijn tussen 4,5 en 5,5 millimeter lang. Ze kunnen volledig glanzend zwart zijn of gevarieerd roodachtige elytra en bleke aanhangsels hebben. De kever heeft een brede kop met kleine maar sterk bolvormige ogen, longitudinale striaties en punctaties aan de achterzijde van het kopschild. De clypeus steekt uit voorbij de laterale antenne-inplantingen en heeft een mat oppervlak. 
Het pronotum is breder dan lang en is iets breder dan de kop, met drie longitudinale groeven op de bovenzijde en diepe maar meestal moeilijk zichtbare putjes. De dekschilden zijn breder dan lang, sterk gepuncteerd en vertonen vaag gedefinieerde longitudinale strepen. Het achterlijf heeft sterk verhoogde laterale randen, segmenten lijken dof en elke segment heeft een gebogen basale rand voor het laterale vlak.

## Verspreiding
De kever wordt gevonden in Afrika, Australië, Europa en Noord-Azië en Noord-Amerika. De soort komt voor op verschillende hoogtes, van laagland tot subalpiene gebieden. 